# Vicentello d'Istria
Vicentello d'Istria fou un senyor feudal cors, partidari de la corona catalanoaragonesa. Nebot d'Arrigo della Rocca i descendent del Giudice di Cinarca, va viure exiliat a Sardenya, on va exercir com a corsari contra el genovesos. Home de confiança i nebot del rei de Catalunya-Aragó Martí l'Humà.
El 1404 fou nomenat lloctinent del rei a l'illa de Còrsega i hi va desembarcar. Després de diverses alternatives va aconseguir dominar tota l'illa amb l'ajut dels catalans, excepte Bonifàcio i Calvi, que van romandre en poder de Gènova (tot i que Calvi fou ocupada temporalment). Però una vegada en el poder, Vicentello no va satisfer els seus compatriotes i va provocar una revolta, fins que va haver de fugir; fou capturat en una nau pels genovesos davant de Bàstia i portat a Gènova on fou executat el 27 d'abril de 1434.